# Mark Breland
Mark Breland est un boxeur américain né le 11 mai 1963 à New York.

## Carrière
Deux fois champion des États-Unis et champion du monde amateur des poids welters en 1982, il devient champion olympique de la catégorie aux Jeux de Los Angeles en 1984 puis passe professionnel. Le 6 février 1987, Breland s'empare du titre vacant de champion du monde des poids welters WBA aux dépens d'Harold Volbrecht. Battu dès sa première défense par Marlon Starling, il redevient champion WBA du 4 février 1989 au 8 juillet 1990.

## Parcours auxJeux olympiques
Jeux olympiques d'été de 1984 à Los Angeles (poids welters) :
- Bat Wayne Gordon (Canada) aux points
- Bat Carlos Reyes (Porto Rico) par arrêt de l'arbitre au 3e round
- Bat Rudel Obreja (Roumanie) aux points
- Bat Genaro Leon (Mexique) par KO au 1er round
- Bat Luciano Bruno (Italie) aux points
- Bat Yong-Su Ahn (Corée du Sud) aux points